# Gura Roșiei, Alba
Gura Roșiei este un sat în comuna Roșia Montană din județul Alba, Transilvania, România.

## Generalități
Localitatea actuală nu apare pe Harta Iosefină a Transilvaniei din 1769-1773 (Sectio 136). De-a lungul văilor din apropierea localității, pe această hartă sunt notate mai multe șteampuri de prelucrare a minereurilor de aur („Stampf Mühlen” sau „St.m.”). 

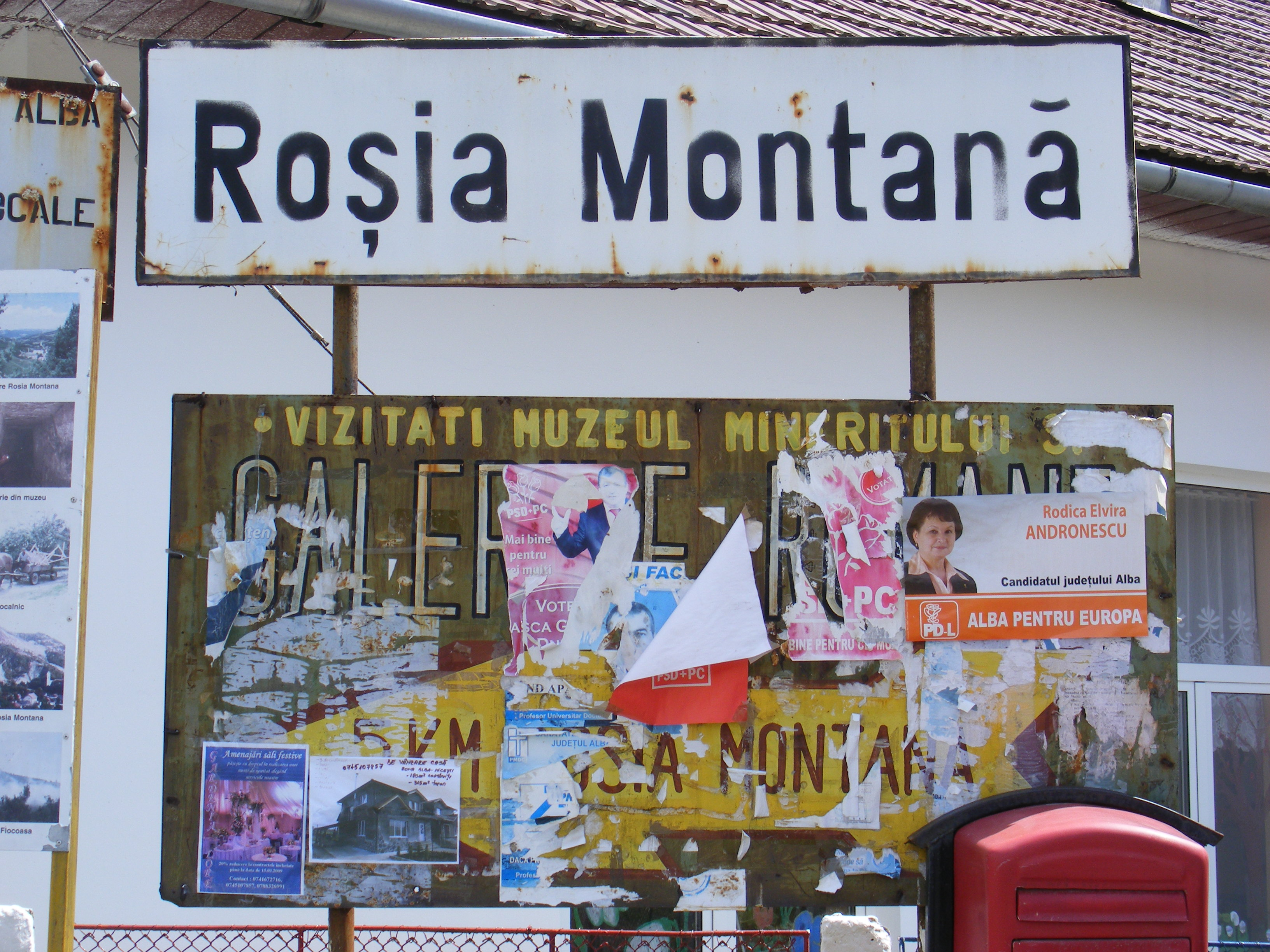
Panou Roșia Montană, la Gura Roșiei

## Transporturi
Haltă de cale ferată a Mocăniței lângă acest sat. Halta este înscrisă pe lista monumentelor istorice din județul Alba, elaborată de Ministerul Culturii si Patrimoniului Național din România în anul 2010 (cod: AB-II-m-B-20914.02).
“Mocănița” circulă ocazional între Abrud și Câmpeni (curse turistice locale), cu oprire și în această stație.

 Acest articol despre o localitate din județul Alba este deocamdată un ciot. Puteți ajuta Wikipedia prin completarea lui.